# Bogdana, Călărași
Bogdana este un sat în comuna Dragoș Vodă din județul Călărași, Muntenia, România.